# David Per
David Per (Dolenje Kronovo, 3 februari 1995) is een Sloveens wielrenner die anno 2022 rijdt voor Adria Mobil.

## Overwinningen
2012
 Sloveens kampioen tijdrijden, Junioren
2013
1e etappe Ronde van Istrië
 Sloveens kampioen tijdrijden, Junioren
2e etappe Ronde van Oostenrijk, Junioren
Eindklassement Ronde van Oostenrijk, Junioren
Ronde van Biella
2014
 Sloveens kampioen tijdrijden, Beloften
Jongerenklassement Ronde van Al Zubarah
2015
 Sloveens kampioen op de weg, Beloften
2016
Ronde van Vlaanderen, Beloften

## Resultaten in voornaamste wedstrijden
| Jaar | Gent-Wevelgem | Parijs-Roubaix |  | WK op de weg |
| ---- | ------------- | -------------- |  | ------------ |
| 2017 | opgave        | 93e            |  |              |
| 2018 | 129e          | buit.tijd      |  |              |
| 2019 |               |                |  | opgave       |
| 2020 |               |                |  |              |
| 2021 |               |                |  | opgave       |
| 2022 |               |                |  | opgave       |

## Ploegen
- 2014 –  Adria Mobil
- 2015 –  Adria Mobil
- 2016 –  Adria Mobil
- 2017 –  Bahrain-Merida
- 2018 –  Bahrain-Merida
- 2019 –  Adria Mobil
- 2020 –  Adria Mobil
- 2021 –  Adria Mobil
- 2022 –  Adria Mobil

Fajt · Hočevar · Maltar · Mugerli · Nose · Novak · Per · Rogina · Roglič · Štimulak
Božic · Fajt · Kump · Novak · Per · Rogina · Roglič · Rumac · Štimulak
Božic · Drinovec · Fajt · Golčer · Katrašnik · Mesojedec · Novak · D.Per · G.Per · Rogina
Agnoli · Arashiro · Boaro · Bole · Bonifazio · Božič · Brajkovič · Cink · Colbrelli · Feng · García · Gasparotto · Grmay · Haussler · Insausti · Izagirre · Moreno · Navardauskas · A. Nibali · V. Nibali · Novak · Pellizotti · Per · Pibernik · Siwtsow · Visconti · Wang · Garosio (stagiair) · Padoen (stagiair) · Toniatti (stagiair)
Agnoli · Arashiro · Boaro · Bole · Bonifazio · Božič · Colbrelli · Feng · García · Gasparotto · Haussler · G. Izagirre · J. Izagirre · Koren · Mohorič · Navardauskas · A. Nibali · V. Nibali · Novak · Padoen · Pellizotti · Per · Pernsteiner · Pibernik · Pozzovivo · Siwtsow · Visconti · Wang